# 平賀元相
平賀 元相（ひらが もとすけ）は、戦国時代から江戸時代前期にかけての武将。安芸国賀茂郡高屋保の白山城を本拠とする国人領主である安芸平賀氏の当主で、安芸国の戦国大名・毛利氏の家臣。長州藩士。

## 生涯

### 家督相続
弘治2年（1556年）、平賀広相の嫡男として生まれる。
永禄10年（1567年）3月17日に父・広相が死去し、同年7月5日に毛利元就、毛利輝元、小早川隆景から家督相続を認められた。この時点ではまだ幼名の「小法師」を名乗っており、元服はこれ以後である。

### 織田氏との戦い
天正4年（1576年）5月13日、備後国鞆に移って毛利氏に上洛を要請していた足利義昭から戦功を挙げることを期待する書状を送られた。
また、石山本願寺から兵糧補給要請を受けた毛利輝元は、宗勝と児玉就英を主将とし、その他に福間元明、井上春忠、村上元吉、村上吉充ら安芸・備後・伊予の水軍に700～800艘の警固船を率いて東航させ、同年6月には淡路国津名郡岩屋を占拠した。
同年7月8日には幕臣の真木島昭光を通じて元相の摂津国出陣における武功を喜んでいる旨の足利義昭の御内書を送られた。その後、十分に準備を整えた毛利水軍は7月12日に岩屋を出発し、和泉国和泉郡貝塚で雑賀衆と合流。翌7月13日に堺や住吉を経て木津川口において織田氏配下の水軍と激突し、焙烙を多用した毛利水軍の攻撃により織田水軍は壊滅。無事に石山本願寺に兵糧を運び込むことに成功した（第一次木津川口の戦い）。
同年9月29日、元相が名代を派遣して礼物として足利義昭に天国の太刀一腰、栗毛の馬一疋、銭5000疋を進上し、真木島昭光には太刀一腰と馬一疋を贈ったことについて真木島昭光から返礼の書状を受ける。また、安国寺恵瓊も元相から銭300疋を贈られていたため、恵瓊も同日に元相に書状を送り、元相が足利義昭から御内書を下されたことを「誠に御面目の至り、御太慶これに過ぐべからず候」と祝している。
天正6年（1578年）5月9日、真木島昭光を通じて足利義昭から、元相が播磨国に出陣した労を賞する御内書を送られる。
天正7年（1579年）、元相が摂津国有岡城の荒木村重への援軍として花隈城に急行した功について、幕臣の小林家孝が真木島昭光に報告し、11月15日に真木島昭光から賞賛の書状を送られる。
天正8年（1580年）5月10日、備中国や美作国で所領を求める元相の愁訴について小早川隆景に書状を送り、隆景は国司元武や兼行左京亮に申し入れた旨を翌5月11日に元相に伝えている。隆景からの報告を受けた毛利輝元は5月13日に隆景を通じて元相に書状を送り、備中国や美作国の情勢が落ち着いた際に所領を与えることを約束した。

### 四国出兵
天正12年（1584年）、河野通直の援軍として出陣して伊予国横松に着陣し、2月4日に延尾山下における防戦で武功を挙げた。河野通直は2月7日に垣生左京亮を使者として元相に書状を送り、平賀軍の武功を賞賛している。元相からの軍忠状を受けて毛利輝元は2月23日に小早川隆景を通じて元相を賞賛し、3月18日には桂元宣を通じて元相に太刀一腰と刀一腰を与えている。また、6月5日に河野通直から金覆輪の太刀一腰と馬一疋を贈られた。
天正13年（1585年）に行われた豊臣秀吉の四国平定では小早川隆景に従って伊予国へ出陣。伊予国に上陸した毛利軍は戦闘準備を整えて新居郡に入り、7月14日に金子元宅が守る高尾城と長宗我部氏の援兵が籠もる丸山城を包囲し、丸山城は即日陥落させた。続いて7月17日の亥の刻には高尾城も攻め落とし、金子元宅を討ち取っている。この時の戦いで元相は武功を挙げて軍忠状を提出し、8月6日に毛利輝元は志道元辰を使者として元相に感状と両種を与えている。なお、同じく高尾城攻めで武功を挙げた湯浅将宗に対しても同日に両種が与えられている。

### 九州平定
天正14年（1586年）から始まる豊臣秀吉の九州平定において小早川隆景に従って九州に出陣した。同年10月、豊臣方の大友氏の戦局不利と見て島津方に寝返った豊前国田川郡の香春岳城主・高橋元種は、配下の賀来与次郎、賀来新右衛門、賀来久盛らに豊前国築城郡の宇留津城を守らせた。そこで毛利輝元は小早川隆景、小早川秀包、黒田孝高、吉川元長、吉川経言（後の吉川広家）を派遣して宇留津城を攻撃し、11月7日の未の刻に陥落させた。この宇留津城攻めにおいて元相も武功を挙げており、討ち取った首級8つを黒田孝高に送り、10月27日に黒田孝高から元相の武功を京都に報告する旨を伝えられた。また、11月12日に毛利輝元から武功を賞賛する感状を送られている。

### 豊臣政権下
天正17年（1589年）5月3日、毛利氏領国内で行われた検地の結果、周防国における平賀氏の所領の石高が熊毛郡内で714石余、玖珂郡内の191石余と定められた。
天正18年（1590年）1月9日、毛利輝元から兵庫頭の官途名を与えられる。
文禄4年（1595年）9月21日に元相と嫡男・市枩（後の平賀元忠）の連名で平賀氏の所領についての起請文形式の書付を国司元武と山田元宗に宛てて送っており、その書付によると平賀氏の所領の合計は1万1854石4斗9升8勺で、その内の所務は9754石4斗4升9合、屋敷数は1644ヶ所と記されている。また、同年10月14日に作成された平賀氏の知行付立では田数は1583町2段45歩で分米1万1250石6升1合9勺、畠数は383町3段31歩で分銭604貫428文と記されている。
また、陪臣の身ではあったが豊臣秀吉に気に入られ、文禄5年（1596年）5月12日に従五位下に叙位され、豊臣姓を下賜された。
慶長2年（1597年）から始まる慶長の役に元相も従軍して朝鮮半島に渡り、同年12月22日から慶長3年（1598年）1月4日にかけて行われた第一次蔚山城の戦いにおいて武功を挙げた。これにより、第一次蔚山城の戦いで功のあった毛利氏家臣を賞した慶長3年（1598年）1月25日付の豊臣秀吉の朱印状に元相の名（平賀木工頭）も記されている。
慶長5年（1600年）3月23日に毛利元康が記した平賀家に割り当てられた動員兵力や道具数によると、この頃の平賀氏の所領が1万8383石であったことから、兵力は100石につき3人として合計551人としている。その内訳として幟18本、鉄砲147丁、中筒9丁（持ち手18人）、弓91張、長柄槍55本、手鑓18本、指物18本、甲持18人、具足持18人、夾箱持18人、馬18匹（馬取36人）、特に何も持たない手明78人と記されており、同書状には各道具の仕様についても詳しく記されている。

### 毛利氏退去と帰参
慶長5年（1600年）の関ヶ原の戦いで毛利氏が西軍に味方して敗北し、毛利氏が周防国と長門国の2ヶ国に減封となると、平賀氏の所領も1万8383石から4000石に削減されることとなったが、既に徴収していた年貢米を毛利氏に代わって安芸国に入る福島正則に返納することに難儀したため、翌年の慶長6年（1601年）に家禄を返上して上洛し、京都での隠棲生活に入った。この頃に出家し、「平賀木工入道」を称している。
一方、毛利氏を出奔した後は縁があった紀伊国和歌山の浅野幸長のもとに身を寄せて100人分の月俸を与えられていた元相の嫡男・平賀元忠は、慶長8年（1603年）頃に毛利輝元の命を受けた佐世元嘉から帰参の打診を受けて毛利氏家臣として復帰し、周防国都濃郡長尾村で300石を与えられたが、元相は京に住み続けた。
慶長8年（1603年）8月8日、元相が有していた「だいなし」2丁を銀子180匁、朱具足50領を銀子120匁、黒具足13領を銀子80匁、小夜の物2つを銀子40匁と35匁、合計455匁で福原広俊に売却した。また、椋梨作兵衛と渡辺与左衛門が取引の手形を作成して元相の家臣である木原小左衛門尉に送った。なお、同日に手形の裏には「可節」という人物が飯田五兵衛に宛てて、次の時に少しでも支払うように伝える文言が記されている。
しかし、売却した具足類の対価の銀子がなかなか支払われず、福原広俊が山城国紀伊郡藤森に滞在した際にも切々と申し入れたが、それでも支払われなかったため、久しく連絡を取っていなかった椋梨作兵衛と「か雪老」に書状を送り、対価の銀が支払われるように取り成しを依頼している。
元相が京にいる間の寛永元年（1624年）9月3日に嫡男・元忠、寛永7年（1630年）8月9日に正室の樹岳妙林、同年8月27日に嫡孫の就忠が死去し、寛永13年（1636年）に曽孫の平賀就祐からの要請を受けて長門国阿武郡萩に戻った。
正保2年（1645年）9月3日に死去。享年90。

## 逸話
- 毛利輝元に壷の茶1袋、鶴1つ、鮭1尺を樽で贈り、慶長年間初めのとある年の12月8日に元相からの贈り物を賞翫した旨の書状を輝元から送られている[39]。
- とある年の5月21日、元相から色々の絵が入った扇2本を贈られた毛利秀就が元相に感謝する書状を送っている[40]。